# 申輔
申輔（韓語：신보），金官伽耶的一位丞相，官職「泉府卿」。金官伽耶第2代國王居登王正妃慕貞之父。
被的印度出身入国伽倻归化人。根據《三國遺事》，《花郎世記》的說法，申輔來自阿踰陁國，即今日印度北方邦的阿約提亞。

## 家族
- 子：慕貞

## 脚注
1. ↑  신보 申輔 韓國學中央硏究院
2. ↑  모정 慕貞 韓國學中央硏究院